# Publius Licinius Calvus Esquilinus
Publius Licinius Calvus Esquilinus est un homme politique de la République romaine, d'origine plébéienne.

## Biographie
En 400 av. J.-C., il est tribun militaire à pouvoir consulaire, aux côtés de Lucius Publilius Vulscus, Publius Maelius Capitolinus, Lucius Titinius Pansa Saccus, Publius Manlius Vulso (de) et Spurius Furius Medullinus (de). Selon Tite-Live, il est le premier plébéien qui accède à cette magistrature, point toutefois contesté par les historiens modernes.
En 396 av. J.-C., il est réélu sans s'être porté candidat, et demande au peuple que son fils soit nommé à sa place, ce qui lui est accordé.